# 硒化镓
硒化镓是镓的一种硒化物，化学式 Ga
2Se
3。

## 制备
硒化镓可以由镓和硒在高温下直接反应而成。
{\displaystyle \mathrm {2\ Ga+3\ Se\longrightarrow Ga_{2}Se_{3}} }

## 性质
硒化镓是黑色固体。它是闪锌矿结构的，空间群 F43m (No. 216)。硒化镓有两种结构。α-硒化镓在低温下稳定，为闪锌矿结构；而 β-硒化镓则是纤维锌矿结构的。它们的转变温度在 550 °C 至 600 °C之间。